# Mio Sugita

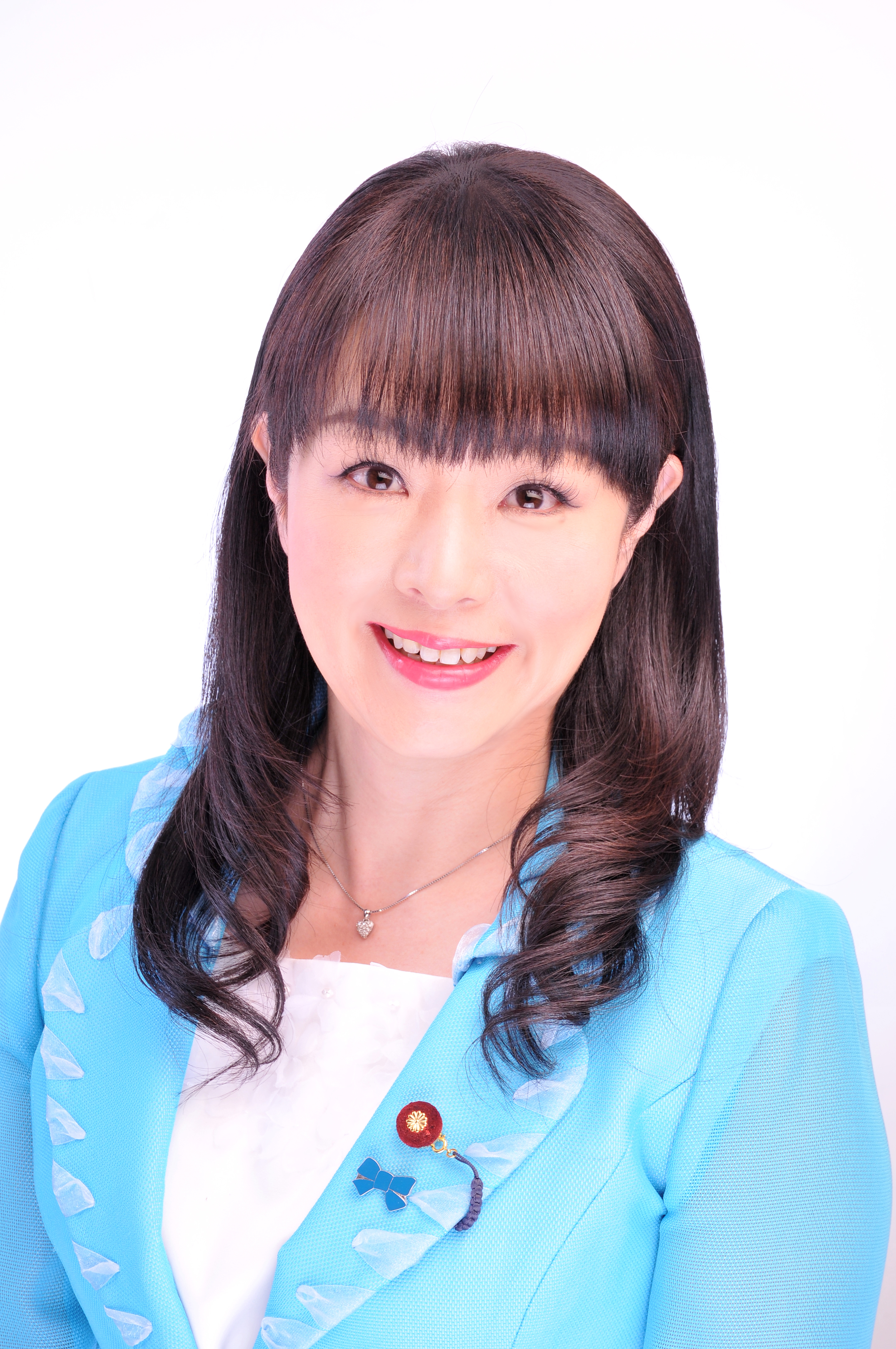
Mio Sugita (2018)

Mio Sugita (jap. 杉田 水脈 Sugita Mio; * 22. April 1967 in Kōbe, Hyōgo) ist eine japanische Politikerin (Minna→Ishin→Jisedai→Kokoro→LDP (darin bis zur Auflösung Abe-Faktion)) und war von 2012 bis 2014 und von 2017 bis 2024 Abgeordnete im Shūgiin, dem Unterhaus des nationalen Parlaments, zuletzt für den Verhältniswahlblock Chūgoku.

## Leben und Ausbildung
Sugita schloss ihr Studium an der Fakultät für Landwirtschaft der Universität Tottori 1990 ab. 1993 heiratete sie einen Ingenieur und hat eine Tochter.
1992 wurde sie Mitarbeiterin der Stadt Nishinomiya. Sie wurde später Mitglied der 2009 gegründeten wirtschaftsliberalen Minna no Tō. 2010 verließ sie die Stadtverwaltung und wurde Vorsitzende des Wahlkreisverbandes 6 der Minna no Tō Hyōgo [=Kandidatin im zugehörigen Repräsentantenhauswahlkreis], wechselte aber vor der Shūgiin-Wahl 2012 zur neu gegründeten regionalistischen und rechtspopulistischen Nippon Ishin no Kai.
Bei der Wahl 2012 kandidierte Sugita für die Ishin no Kai im 6. Wahlkreis von Hyōgo und unterlag Masaki Ōgushi (LDP), aber mit einer sekihairitsu („Verlustquote“) von 79,2 % knapp genug, um im Verhältniswahlblock Kinki den letzten Ishin-Listenplatz zu erreichen, der für eine Wahl ausreichte. 2014 wechselte sie bei der Spaltung der Ishin no Kai zur rechtskonservativen Jisedai no Tō („Partei der nächsten Generation“, später zweimal umbenannt). Bei der Shūgiin-Wahl 2014 blieb sie mit 10,5 % nur knapp über der 10 %-Hürde für die Rückerstattung der Wahlkreiseinlage (3 Millionen Yen, ca. 25.000 Euro). Sie gewann auch keinen Sitz bei der Verhältniswahl (Jisedai gewann in Kinki 0 Sitze). Später wechselte sie zur regierenden Liberaldemokratischen Partei (LDP). Dies soll laut der rechtskonservativen Journalistin Yoshiko Sakurai darauf zurückzuführen sein, dass Premierminister Shinzō Abe, der zugleich LDP-Vorsitzender ist, Sugitas politische Ansichten stark befürworte und sich deshalb für einen Eintritt Sugitas in die LDP eingesetzt haben solle. Die LDP gab ihr keine Wahlkreiskandidatur und versetzte sie schließlich für die Shūgiin-Wahl 2017 in den Verhältniswahlblock Chūgoku. Dort gab sie ihr den Listenplatz 17 hinter den Doppelkandidaten. Da die Mehrheitswahl in Chūgoku erfolgreich für die LDP verlief und nur ein Doppelkandidat seinen Wahlkreis verlor, war sie als zweite von fünf LDP-Verhältniswahlsiegern relativ sicher gewählt. Bei der Wahl 2021 kandidierte sie wieder hinter den Doppelkandidaten auf der LDP-Liste in Chūgoku und wurde im Ergebnis auf den fünften von sechs LDP-Sitzen gewählt.
Für die Shūgiin-Wahl 2024 war Sugita von der LDP erneut ausschließlich als Verhältniswahlkandidatin in Chūgoku vorgesehen; im Skandal um schwarze Faktionskassen vor allem der Abe-Faktion war auch sie im April 2024 mit parteiinternen Disziplinarmaßnahmen bedacht worden, namentlich dem Ausschluss von Parteiämtern für sechs Monate. Unmittelbar vor der Wahl entschied sie sich, gar nicht zu kandidieren. Sie plant, bei der Sangiin-Wahl 2025 über den dort landesweiten Verhältniswahlwahlkreis in die andere Parlamentskammer zu wechseln.

## Politische Kontroversen

### Kinderkrippen
Im Juli 2016 schrieb Sugita in der Sankei Shimbun einen Artikel, der einer Erhöhung der Anzahl von Kinderkrippen (hoikuen) widersprach. Darin argumentiert sie, dass Kinder möglichst von ihrer Mutter aufgezogen werden sollten und Kinderkrippen dazu verleiteten, die Denkweisen der Kinder durch „Gehirnwäsche“ zu beeinflussen. Als vergleichbares Beispiel nennt sie die Sowjetpädagogik.

### Trostfrauen
Im Jahr 2013 schloss sich Sugita mit den anderen Mitgliedern der Nippon Ishin no Kai, Yuzuru Nishida und Hiromu Nakamaru, der Studiengruppe für Japan's Rebirth in Los Angeles an, um die Entfernung einer Statue in Glendale, Los Angeles County, Kalifornien, zu beantragen. Die Statue erinnert an 200.000 Trostfrauen aus Korea und anderen Ländern, die von japanischen Soldaten während des Zweiten Weltkriegs in Sexsklaverei gezwungen wurden. Die drei Politiker erklärten auch ihren Wunsch, dass das japanische Außenministerium eine Entschuldigung an die Trostfrauen aus den 1990er Jahren zurücknimmt.

### Vergewaltigungsfall Shiori Itō
2018 erschien Sugita in der BBC-Dokumentation Japan's Secret Shame, in der die mutmaßliche Vergewaltigung der Journalistin Shiori Itō detailliert beschrieben wurde. In dem Interview wurde Sugita mit den Worten zitiert: „In diesem Fall hat sie klar Fehler in ihrer Rolle als Frau begangen, indem sie so viel vor einem Mann trank und ihr Gedächtnis verlor.“ Sie fuhr fort: „Bei solchen Dingen denke ich, dass die Männer diejenigen sind, die erheblichen Schaden erleiden.“ Sugita schien Itō mit den Worten Makura eigyo daishippai zu verspotten (etwa „Kopfkissen-Handel: totales Versagen“). Als die Tageszeitung Mainichi Shimbun Sugita zu diesem Dokumentarfilm anrief, erklärte sie, das Video sei so bearbeitet worden, dass es ihre Absichten falsch darstellte, und sie erwäge, ihre eigenen Aufnahmen des Interviews zu veröffentlichen.
Sugita wurde von Lully Miura, Dozentin am Policy Alternatives Research Institute der Universität Tokio, kritisiert. Sie schrieb: „Dies ist ein Verhalten, das das Missverständnis verbreitet, dass Vergewaltigungen unausweichlich sind, wenn Frauen sich vor Männern betrinken. In Sugitas Haltung scheint ein Gefühl der Abneigung gegenüber Frauen, die sich stark gegen Männer stellen, verankert zu sein.“

### LGBT-Probleme
Im Jahr 2015 trat Sugita zusammen mit dem Musikkomponisten Kōichi Sugiyama und der Oberhaus-Abgeordneten Kyōko Nakayama in der Fernsehsendung Hi Izuru Kuni Yori im rechtskonservativen Fernsehsender Nihon Bunka Channel Sakura auf, in der sie behauptete, es gebe keinen Bedarf an LGBT-Bildung in Schulen. Im Juli 2018 schrieb Sugita einen Artikel in einem Magazin, in dem sie LGBT-Paare als „unproduktiv“ bezeichnete, da sie keine Kinder gebären könnten und daher keine Investitionen an Steuergeldern wert seien. Ihre Kommentare wurden von verschiedenen prominenten japanischen Politikern, darunter dem ehemaligen Premierminister Yukio Hatoyama, verurteilt. Tausende Demonstranten versammelten sich am 27. Juli 2018 vor dem Hauptsitz der Liberaldemokratischen Partei, um ihren Rücktritt als Abgeordnete zu fordern. Zwei Monate später forderte eine Gruppe von LGBT-Politikern und Bürgermeistern, dass sie für die Kommentare Rechenschaft ablege.